# Sergueï Mikheïev
Sergueï Alexandrovitch Mikheïev (Серге́й Алекса́ндрович Михе́ев), né le 28 mai 1967 à Moscou, est un journaliste et politologue russe. Il est membre du parti Russie juste depuis 2021.

## Biographie
Après l'école, il travaille quelque temps à l'usine Izolator («Изолятор»). En 1985-1987, il effectue son service militaire dans l'armée soviétique. Entre 1987 et 1994, il travaille à l'Académie des ingénieurs de l'Armée de l'air Joukovski. De 1997 à 2000, il collabore au laboratoire régional de politique de l'université d'État de Moscou (MGOu). De 1998 à 2001, il est expert du centre de conjoncture politique de Russie. À partir de 1999, il travaille aussi au centre des technologies politiques, mais le président de cette organisation, Igor Bounine, s'en sépare pour « différends idéologiques ».
Il termine en 1999, le département de politologie de la faculté de philosophie de l'université de Moscou. Parallèlement à ses études au MGOu, il collabore à diverses organisations politiques dont le congrès des communautés russes. À partir de mai 2001, il est expert en chef du centre de technologies politiques et chroniqueur sur le site politkom.ru («Политком.ру»). À partir d'avril 2004, Mikheïev dirige le département des pays de la CEI au sein du centre des technologies politiques, et à partir d'avril 2005, il est directeur général adjoint.
En 2010, Sergueï Mikheïev devient directeur général de l'institut de coopération caspienne. Le site Web de cette organisation est un agrégateur de médias (collecte des informations provenant de différents sites dédiés à la région) .

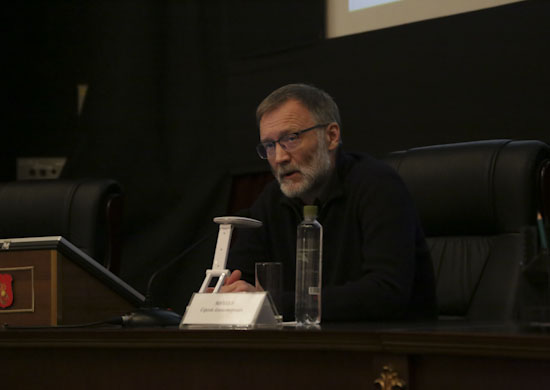
Conférence pour le personnel du haut commandement des forces terrestres, 2019.

Il est nommé expert chez ITAR-TASS. De 2011 à 2013, il est directeur du centre de conjoncture politique de Russie.
À l'automne 2014, il est déclaré persona non grata à l'initiative de la Lituanie dans l'espace Schengen, pour les positions qu'il a prises publiquement au moment du rattachement de la Crimée à la Russie.
Il apparaît à la télévision russe fréquemment dans des émissions socio-politiques (talk-shows), comme Soirée avec Vladimir Soloviov et Dimanche soir avec Vladimir Soloviov, où il partage le plateau avec d'autres experts politiques ou chroniqueurs. Dans une interview avec Boris Kortchevnikov dans l'émission Le destin d'un homme ( «Судьба человека»), Vladimir Soloviov a estimé que c'est lui qui a mis en orbite Sergueï Mikheïev et l'a promu devant le grand public, ainsi que d'autres politologues.
Depuis le 12 août 2016, il présente l'émission radiophonique Logique de fer («Железная логика») sur la radio Vesti FM qui fait de grandes audiences. Il est également chroniqueur politique sur la petite chaîne Internet Tsargrad TV, et depuis le 3 octobre 2017 il y présente l'émission Mikheïev. Résultats «Михеев. Итоги» (Mikheïev. Itogui).
En février 2020, il devient membre du parti Pour la vérité, membre du conseil du parti et du conseil d'experts du parti. Le 24 juin 2020, il est le deuxième sur la liste de ce parti aux élections de l'assemblée régionale de Riazan; mais au cours d'une réunion avec des électeurs à Riazan, il déclare ouvertement que s'il remporte les élections, il n'ira pas travailler à l'assemblée régionale et que sa contribution réside dans le soutien informationnel du parti. Finalement le parti n'obtient qu'un seul siège à ces élections. Après la réorganisation de ce parti, il devient membre en 2021 du conseil central du nouveau parti Russie juste (résultant de la fusion de Pour la vérité avec d'autres mouvements) et déclare qu'il se présentera aux élections de la Douma en 2021. Le parti fait 7,5% des voix et obtient 27 sièges sur 450.
Sergueï Mikheïev préside le conseil consultatif d'experts auprès du chef de la République de Crimée.

## Sanctions
En réaction à l'invasion de l'Ukraine par la Russie en 2022, le Canada inscrit Sergueï Mikhaïev en octobre 2022 à la liste des personnalités russes sanctionnées pour sa «participation dans la diffusion de la désinformation et de la propagande russe»,.
Le 16 décembre 2022, il est inclus à la liste des personnalités russes sanctionnées par l'Union européenne.

## Vie privée
Sergueï Alexandrovitch Mikheïev est marié et a trois enfants; il est orthodoxe pratiquant.